# Osvaldo Daicich
Osvaldo Daicich (Wilde, partido de Avellaneda, provincia de Buenos Aires; 13 de marzo de 1975) es un director de cine y guionista argentino. Ha trabajado en diversas películas.
Se licenció en periodismo en la Universidad de Buenos Aires y de Dirección en la Escuela Internacional de Cine y Televisión (eictv, Cuba) y en la Nueva Universidad del Cine y la TV (Italia). En 2000 dirigió el filme documental Los ojos de La Habana, que mereció el «Premio video-documental» en el Festival Nacional Cine-Video Plaza (2000), la «Mención especial del jurado» en el Festival Por Primera Vez, Holguín, Cuba (2000), y el «Gran premio del jurado a la fotografía» en el Festival Santiago Álvarez, Cuba (2001).
También dirigió en 2001 el cortometraje El último vagón, que ganó el Premio Internacional BNL, Taormina, al «Mejor cortometraje internacional» (2003), el Sol de Oro al «Mejor cortometraje internacional» en el Festival de Biarritz (2002) y «Mención especial del jurado» en Viña del Mar (2001). Escribió el libro Apuntes sobre el nuevo cine latinoamericano: entrevistas a realizadores latinoamericanos, y realizó el video Apuntes sobre el nuevo cine latinoamericano.
Trabajó como coordinador docente en la eictv, realizador en Canal+ (España) y como productor y realizador de documentales para nuct (Italia). Fue jurado en el Festival de Cine Latinoamericano de Trieste (2003) y en el Almacén de la Imagen de Camagüey, en Cuba (2001).

## Filmografía
Director
- Porotos de soja  (2009)
- Occhi chiari (2003)
- Roma Tango (2003)
- Eduardo Galeano, orfebre y caminante (2002)
- El último vagón (2002)
- Apuntes sobre el Nuevo Cine Latinoamericano (2001)
- Blancanieves (2001)
- Los ojos de La Habana (2000)
- Arlt (1998)

Guionista
- Porotos de soja (2009)
- Occhi chiari (2003)
- Roma Tango (2003)
- Eduardo Galeano, orfebre y caminante (2002)
- El último vagón cortometraje (2002)
- Apuntes sobre el Nuevo Cine Latinoamericano (2001)
- Blancanieves (2001)

Investigación documental
- Porotos de soja (2009)

Productor
- Roma Tango (2003)

Actuación
- Arlt (1998)

## Libros publicados
- El nuevo cine argentino (1995-2010) (2015)